# Campeonato Panamericano de Balonmano Juvenil Femenino de 2004
El III Campeonato Panamericano de Balonmano Juvenil Femenino se disputó en Sao Jose dos Pinhais, Brasil entre el 21 y el 25 de septiembre de 2004 bajo la organización de la Federación Panamericana de Handball

## Primera fase

### Grupo A
| Equipo      | J | G | E | P | GF  | GC | DG  | PTS |
| ----------- | - | - | - | - | --- | -- | --- | --- |
| Brasil      | 3 | 3 | 0 | 0 | 113 | 36 | +77 | 6   |
| Uruguay     | 3 | 2 | 0 | 1 | 62  | 72 | -10 | 4   |
| Puerto Rico | 3 | 1 | 0 | 2 | 46  | 67 | -21 | 2   |
| Canadá      | 3 | 0 | 0 | 3 | 40  | 86 | -46 | 0   |

#### Resultados
| Fecha      | Hora  | Partido³    | Partido³ | Partido³    | Resultado |
| ---------- | ----- | ----------- | -------- | ----------- | --------- |
| 21.09.2004 | 11:00 | Brasil      | -        | Puerto Rico | 31-09     |
| 21.09.2004 | 17:30 | Uruguay     | -        | Canadá      | 23-16     |
| 22.09.2004 | 14:30 | Brasil      | -        | Canadá      | 46-12     |
| 22.09.2004 | 17:30 | Uruguay     | -        | Puerto Rico | 24-20     |
| 23.09.2004 | 11:00 | Brasil      | -        | Uruguay     | 36-15     |
| 23.09.2004 | 17:30 | Puerto Rico | -        | Canadá      | 17-12     |

### Grupo B
| Equipo    | J | G | E | P | GF  | GC  | DG  | PTS |
| --------- | - | - | - | - | --- | --- | --- | --- |
| Argentina | 3 | 3 | 0 | 0 | 106 | 49  | +57 | 6   |
| México    | 3 | 2 | 0 | 1 | 76  | 88  | -12 | 4   |
| Chile     | 3 | 1 | 0 | 2 | 65  | 82  | -17 | 2   |
| Paraguay  | 3 | 0 | 0 | 3 | 72  | 100 | -28 | 0   |

#### Resultados
| Fecha      | Hora  | Partido³  | Partido³ | Partido³ | Resultado |
| ---------- | ----- | --------- | -------- | -------- | --------- |
| 21.09.2004 | 11:00 | Argentina | -        | México   | 39-19     |
| 21.09.2004 | 17:30 | Chile     | -        | Paraguay | 31-27     |
| 22.09.2004 | 14:30 | Argentina | -        | Paraguay | 38-19     |
| 22.09.2004 | 17:30 | México    | -        | Chile    | 26-23     |
| 23.09.2004 | 11:00 | Argentina | -        | Chile    | 29-11     |
| 23.09.2004 | 17:30 | México    | -        | Paraguay | 31-26     |

### 5º al 8º Puesto
| Fecha      | Hora² | Partido³    | Partido³ | Partido³ | Resultado |
| ---------- | ----- | ----------- | -------- | -------- | --------- |
| 24.09.2004 | 14:30 | Chile       | -        | Canadá   | 24-14     |
| 24.09.2004 | 15:45 | Puerto Rico | -        | Paraguay | 24-16     |

### 7º/8º puesto
| Fecha      | Hora² | Partido¹ | Partido¹ | Partido¹ | Resultado |
| ---------- | ----- | -------- | -------- | -------- | --------- |
| 25.09.2004 | 12:45 | Canadá   | -        | Paraguay | 19-17     |

### 5º/6º puesto
| Fecha      | Hora² | Partido¹ | Partido¹ | Partido¹    | Resultado |
| ---------- | ----- | -------- | -------- | ----------- | --------- |
| 25.09.2004 | 12:45 | Chile    | -        | Puerto Rico | 28-23     |

## Segunda fase

### Semifinales
| Fecha      | Hora² | Partido³  | Partido³ | Partido³ | Resultado |
| ---------- | ----- | --------- | -------- | -------- | --------- |
| 24.09.2004 | 11:00 | Argentina | -        | Uruguay  | 28-18     |
| 24.09.2004 | 19:15 | Brasil    | -        | México   | 45-13     |

### 3º/4º puesto
| Fecha      | Hora² | Partido¹ | Partido¹ | Partido¹ | Resultado |
| ---------- | ----- | -------- | -------- | -------- | --------- |
| 25.09.2004 | 09:00 | Uruguay  | -        | México   | 25-23     |

### Final
| Fecha      | Hora² | Partido¹ | Partido¹ | Partido¹  | Resultado |
| ---------- | ----- | -------- | -------- | --------- | --------- |
| 25.09.2004 | 17:30 | Brasil   | -        | Argentina | 33-21     |

| Brasil           |
| Campeón          |
| Brasil 3° título |

### Clasificación general
| 1. Brasil      |
| 2. Argentina   |
| 3. Uruguay     |
| 4. México      |
| 5. Chile       |
| 6. Puerto Rico |
| 7. Canadá      |
| 8. Paraguay    |